# 澳闊隆迪
在托爾金（J. R. R. Tolkien）的作品裡，澳闊隆迪（Alqualondë）是帖勒瑞族（Teleri）精靈位於維林諾（Valinor）海岸的主要城市。
澳闊隆迪是首次精靈殘殺發生的地點，在《精靈寶鑽》裡有敍述。澳闊隆迪位於提理安的北部及東部，艾爾達瑪灣（Eldamar）北部的卡拉克雅（Calacirya）及阿拉曼（Araman）之間。

## 城市歷史
澳闊隆迪建於一個天然的岩石港口，帖勒瑞族的船隻也停泊在澳闊隆迪，埃盧·庭葛（Thingol）的兄弟奧爾維（Olwë）亦居住在澳闊隆迪。帖勒瑞族在海裡找到很多珍珠，又從諾多精靈（Noldor）那裡獲得了珠寶，使澳闊隆迪佈滿珠寶。

泰德·内史密斯（Ted Nasmith）的作品裡，費諾帶領諾多精靈軍隊到澳闊隆迪，殺害拒絕讓諾多精靈使用船隻的帖勒瑞族精靈。

費諾（Fëanor）需要船隻離開維林諾，前往中土大陸，但諾多精靈沒有船隻。費諾擔心延誤會使諾多精靈重新考慮去留，費諾和他的七名兒子嘗試說服澳闊隆迪的帖勒瑞族精靈提供船隻，但帖勒瑞族不願意以任何方法違背維拉（Valar）的意願，反而勸說諾多精靈留在維林諾。諾多精靈熱忱使他們偷取船隻並離去。此舉激怒了帖勒瑞族精靈，帖勒瑞族精靈以戰爭威懾諾多精靈，又驅逐諾多精靈的船隻。帖勒瑞族精靈又嘗試封鎖港口。
諾多精靈拔出他們的劍、帖勒瑞族舉起弓箭，爆發了小規模鬥爭，這是帖勒瑞族迫不得已的。芬鞏（Fingon）帶領的諾多精靈及一些芬國昐子民卻誤以為帖勒瑞族在沒有得到維拉的指示下攻擊諾多精靈，芬鞏的諾多精靈介入戰爭。結果，大量帖勒瑞族精靈被殺，船隻被奪去，但許多被奪的船隻在風浪下沉沒，終導致曼督斯之詛咒（Doom of Mandos）。